# Résolution 871 du Conseil de sécurité des Nations unies
Membres permanents
- Chine
- États-Unis
- France
- Royaume-Uni
- Russie

Membres non permanents
- Brésil
- Cap-Vert
- Djibouti
- Espagne
- Hongrie
- Japon
- Maroc
- Nouvelle-Zélande
- Pakistan
- Venezuela

Résolution no 870 Résolution no 872
La résolution 871 du Conseil de sécurité des Nations unies, adoptée à l'unanimité le 4 octobre 1993, après avoir réaffirmé les résolutions 713 (1992) et 743 (1992) et les résolutions ultérieures relatives à la situation dans l'ex-Yougoslavie et à la Force de protection des Nations unies (FORPRONU), a exprimé sa préoccupation car le plan de maintien de la paix des Nations unies pour la Croatie, en particulier la résolution 769 (1992), n'avait pas été mis en œuvre et a ensuite discuté du plan de paix et prolongé le mandat de la FORPRONU jusqu'au 31 mars 1994.
Le Conseil de sécurité à réitéré sa détermination à assurer la sécurité et la sûreté de la FORPRONU et sa liberté de mouvement en Croatie et en Bosnie-Herzégovine. Agissant en vertu du chapitre VII de la Charte des Nations unies, le Conseil a adopté la recommandation du secrétaire général Boutros Boutros-Ghali d'établir trois commandements subordonnés au sein de la FORPRONU:
a) FORPRONU (Croatie) ;
b) FORPRONU (Bosnie-Herzégovine) ;
c) FORPRONU (Macédoine).
La Conseil a souligné l'importance du plan de paix pour la Croatie, déclarant que le non-respect des résolutions du Conseil de sécurité aurait de graves conséquences. Les attaques militaires en Bosnie-Herzégovine et en Croatie ont été condamnées. Il a également appelé à un cessez-le-feu entre la Croatie et les autorités serbes dans les zones protégées par les Nations unies, sous l'égide de la Conférence internationale sur l'ex-Yougoslavie. Le Conseil a déclaré qu'il était important que la confiance soit restaurée par le rétablissement de l'approvisionnement en eau et en électricité, et la remise en service des voies ferrées et des autoroutes.
La résolution autorise ensuite le recours à la force par la FORPRONU agissant en état de légitime défense pour assurer sa sécurité et sa liberté de mouvement, décidant de revoir l'extension de l'appui aérien rapproché de cette force de maintien de la paix. Le secrétaire général a été prié de faire rapport au Conseil sous deux mois sur la mise en œuvre du plan de paix pour la Croatie et du mandat de la FORPRONU.

## Voir également
- Guerre de Bosnie-Herzégovine
- Dislocation de la Yougoslavie
- Guerre de Croatie
- Guerres de Yougoslavie